# Parque Zoológico de San Luis
El Parque Zoológico de Saint Louis es un zoo situado en el Forest Park, Saint Louis, Misuri. Con un terreno de 36 hectáreas, alberga unos 18.000 animales de unas 700 especies diferentes que representan los principales continentes y biomas del mundo. La entrada es gratuita, aunque para algunas atracciones hay que pagar entrada. Un rasgo especial es el Zooline Railroad, un pequeño tren de pasajeros que rodea el zoo y realiza paradas en las atracciones más populares.

## Historia
La Exposición Universal de San Luis de 1904 hizo que se creara el zoo de San Luis. La muestra captó la atención del mundo y la llevó a San Luis y al Forest Park. El Instituto Smithsoniano construyó un aviario que formaba parte de la exhibición del gobierno de los Estados Unidos en la muestra de 1904 en la ciudad de San Luis. La Smithsonian quería llevarse el aviario a Washington D. C. cuando terminara la exposición, pero los ciudadanos de San Luis decidieron comprar el aviario por 3500 dólares. Este aviario todavía se puede observar en el zoo de San Luis (Misuri).

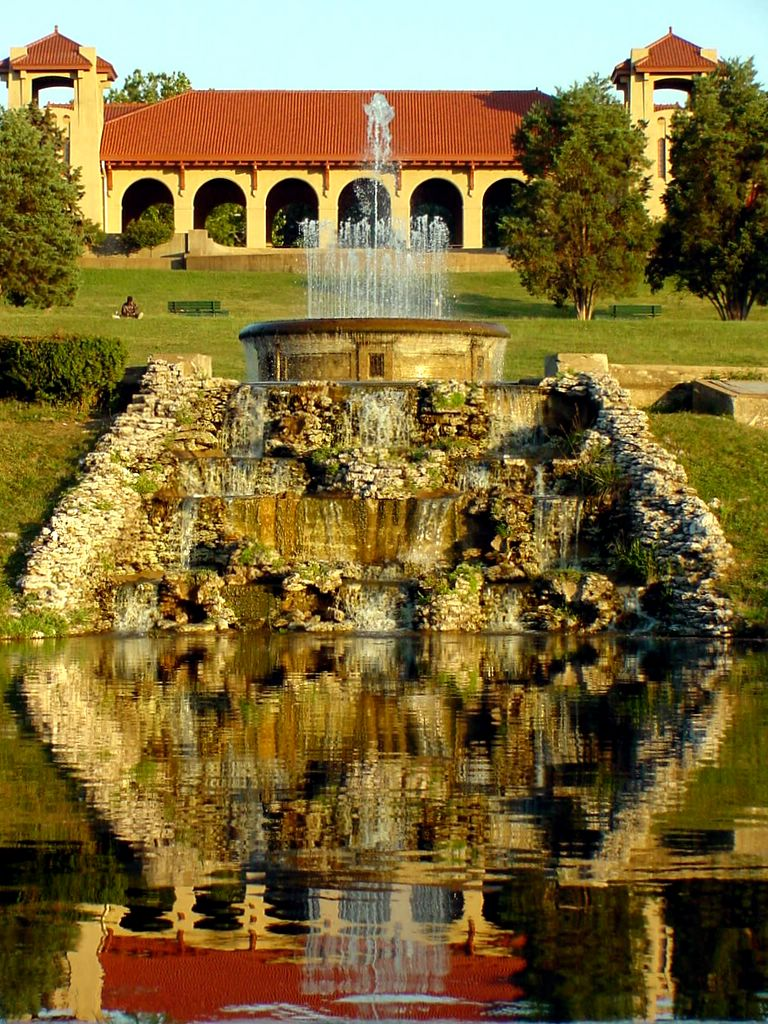
Forest Park.

Hacia 1910, un grupo de ciudadanos interesados en que hubiera en su ciudad un zoo crearon la Sociedad Zoológica de San Luis.
En 1913, se decidió instalar un zoo en el Forest Park de San Luis, ocupando una extensión de 308.000 m². Este emplazamiento fue elegido entre otros como el Parque de atracciones, el Carondolet Park, el Creve Coeur o el Tower Grove Park. Este zoo recibió el nombre de Zoological Board of Control, en español Junta de Control Zoológica.
La legislación estatal puso las condiciones de que el zoo debía de ser siempre gratis y que debían mantenerlo accesible para todos los visitantes que acudieran al zoo desde aquel momento. El zoo fue construido en 1916, con el dinero de los ciudadanos que apoyaron su construcción.
En 1939 los pandas gigantes Happy y Pao Pei llegaron al zoo y en 1941 llegó Phil el Gorila, que se convertiría en uno de los animales más famosos del zoo.
La construcción del Zooline Railroad, tren en miniatura del parque, fue terminada en 1913. Este trenecito tiene un recorrido de 2'4 km y una duración de 20 minutos.
En 1998, se inauguró un zoo infantil, donde los niños pueden jugar y divertirse jugando con los animales. El zoológico está abierto todos los días de 9:00 a. m. a 5:00 p. m..
Los directores que ha tenido el zoo de San Luis desde su creación han sido:
| - George P. Vierheller (1922-1962) - R. Marlin Perkins (1962-1970) - William J. Hoff (1970-1973) - Robert T. Briggs (1973-1975) | - Richard D. Schultz (1975-1982) - Charles H. Hoessle (1982-2002) - Dr. William J. Boever (2002-presente) |

## Partes del zoo

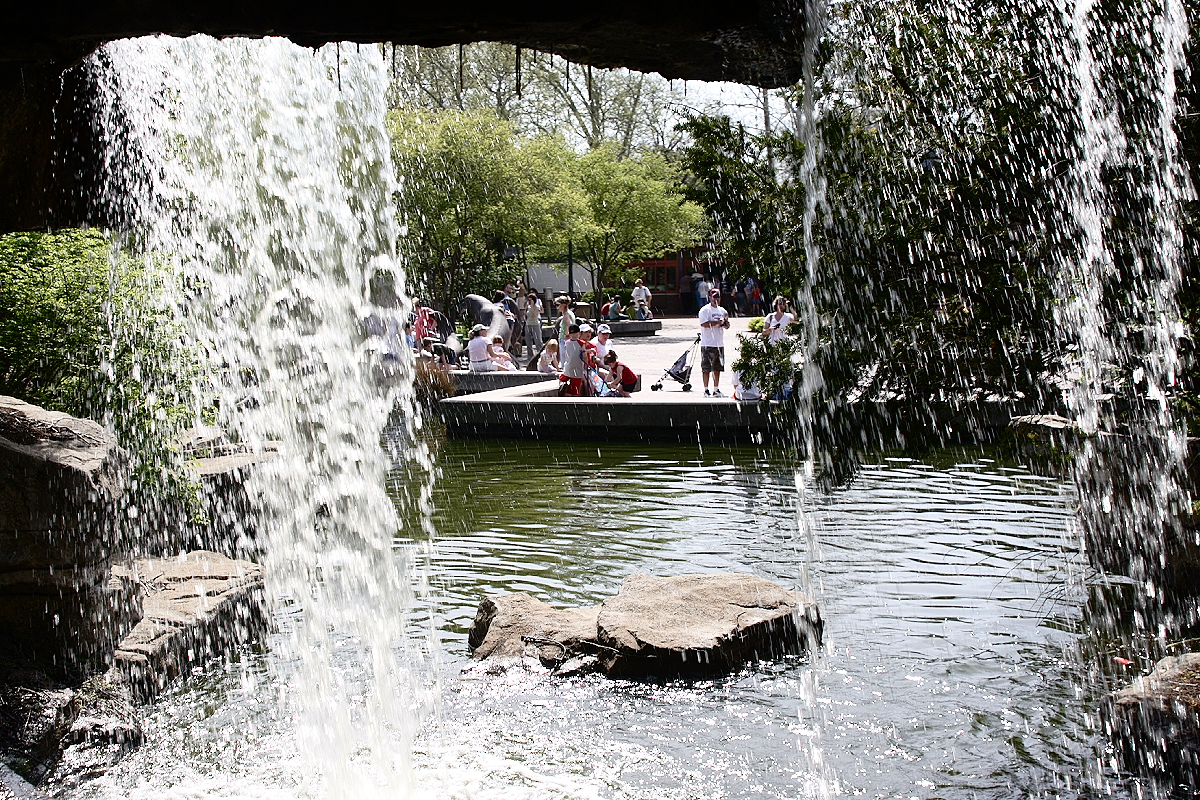
Fuente Hermann.

### Lakeside Crossing
- Entrada sur.[10]
- Fuente Hermann.[10]
- Restaurantes.[10]
- Tiendas de regalos.[10]

### River's Edge
- América del Sur: perros venaderos, capibaras y osos hormigueros.[11]
- Sabana africana: rinocerontes negros, y una colonia de meropidaes.[11]
- Nilo: hipopótamos, guepardos, hienas manchadas y mangostas.[11]
- Asia: elefantes asiáticos.[11]
- Norteamérica: Flora y fauna de los ríos Misisipi y Misuri.[11]

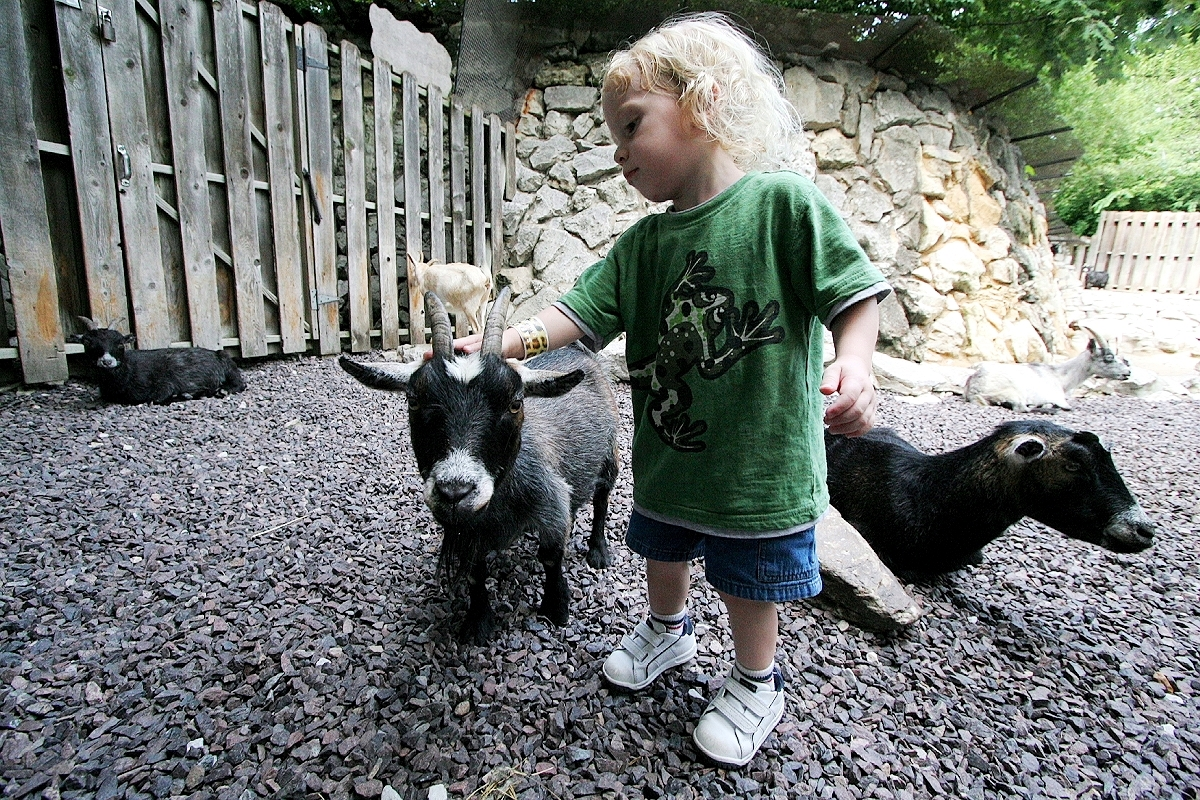
Zoo infantil.

### Discovery Corner
- Zoo infantil.[12]
- Insectario.[12]
- Departamento de educación.[12]

### The Wild
- Bosque frágil: este es el recinto en el que habitan los orangutanes, chimpancés y gorilas durante el verano.[13][14]

- Pingüinos y papagayos de mar.[14]

- Osos: el zoo de San Luis fue uno de los primeros que sustituyó las jaulas para animales por recintos abiertos. En el recinto hay osos grizzly, osos pardos y osos polares.[15][14]

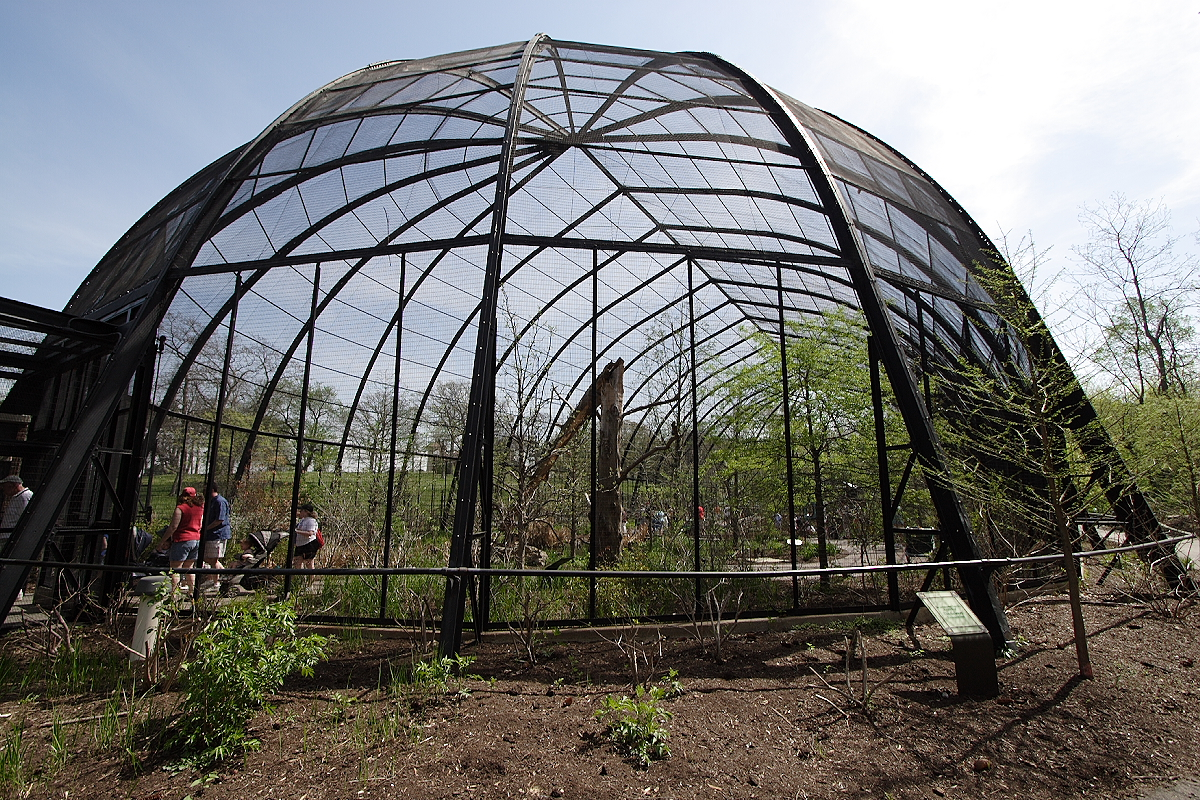
Aviario.

- Calesita.[14]

### Historic Hill
- Zoo de mariposas.[16]

- Reptario: es un recinto donde se exponen los reptiles y los anfibios.[16]

- Lagos: acogen a los leones marinos, a los cisnes y a las tortugas mordedoras.[16]

- Aviario: fue construido para la Exposición Universal de San Luis (1904). La creación del Cypres Swamp fue la tercera remodelación que sufrió el aviario. En 1996, el zoo restauró la estructura, que ya había sido remodelada anteriormente en 1967.[16][17]

- Casa de los primates: En ella se encuentran los lémures y los monos.[16]

### Red Rocks
- Recinto de los grandes felinos: tigres, jaguares y leopardos.[18]

- Jardín de los antílopes: takines, asnos salvajes africanos, cebras, camellos, okapis, addax, jirafas, gacelas, anoas, oryx, babirusas y canguros.[18][19]